# Saint-Denis (Mons)
Saint-Denis (wa. Sint-Dnis) – dzielnica (section) miasta Mons w Belgii, w Regionie Walońskim, w prowincji Hainaut, w okręgu Mons. Do 31 grudnia 1964 samodzielna gmina. 

## Demografia
Liczba mieszkańców, stan na 1 stycznia:
| Rok                | 1930 | 1947 | 1961 |
| ------------------ | ---- | ---- | ---- |
| Liczba mieszkańców | 930  | 833  | 769  |

## Transport
Przez teren dzielnicy przebiegają trasy europejskie E19 i E42.